# حصن حقيس (لودر)

تعديل مصدري - تعديل

حصن حقيس هي إحدى قرى عزلة زارة بمديرية لودر التابعة لمحافظة أبين، بلغ تعداد سكانها 136 نسمة حسب تعداد اليمن لعام 2004.